# Acoasma
La acoasma es la alucinación auditiva elemental; ej.: pitidos, ruidos o cuchicheos.
Dentro de la clasificación de las alucinaciones, según la modalidad nos encontramos las alucinaciones auditivas (modalidad sensorial). Las más comunes son las verbales. Pueden ir desde las alucinaciones más elementales o “acoasmas”, hasta alucinaciones más estructuradas o “fonemas” (palabras con significado). Se pueden dar en casos tanto orgánicos como funcionales aunque son más frecuentes en los funcionales.